# Päidre
Päidre este o arie protejată (arie specială de conservare — SAC, sit de importanță comunitară — SCI) din Estonia întinsă pe o suprafață de 43,3 ha, integral pe uscat.

## Localizare
Centrul sitului Päidre este situat la coordonatele 58°15′24″N 25°29′50″E / 58.2567°N 25.4972°E.

## Înființare
Situl Päidre a fost declarat sit de importanță comunitară în mai 2009 pentru a proteja un număr necunoscut de specii din flora spontană și fauna sălbatică aflate în arealul zonei. Situl a fost protejat și ca arie specială de conservare în aprilie 2009.

## Biodiversitate
Situată în ecoregiunea boreală, aria protejată conține 1 habitat natural: Taiga vestică.
La baza desemnării sitului se află un număr nedeclarat de specii protejate.